# Doryrhamphus
Doryrhamphus es un género de peces de la familia Syngnathidae, en el orden de los Syngnathiformes.
Comúnmente se denominan pez pipa cola de bandera. Algunas de sus especies están comercializada en el mercado de acuariofilia.

## Especies
El Registro Mundial de Especies Marinas reconoce las siguientes especies y subespecies válidas:
- Doryrhamphus aurolineatus Randall & Earle, 1994
- Doryrhamphus bicarinatus Dawson, 1981
- Doryrhamphus janssi (Herald & Randall, 1972)
- Doryrhamphus japonicus Araga & Yoshino, 1975
- Doryrhamphus excisus Kaup, 1856
  - Doryrhamphus excisus abbreviatus Dawson, 1981
  - Doryrhamphus excisus excisus Kaup, 1856
  - Doryrhamphus excisus paulus Fritzsche, 1980
- Doryrhamphus negrosensis Herre, 1934
  - Doryrhamphus negrosensis malus (Whitley, 1954)
  - Doryrhamphus negrosensis negrosensis Herre, 1934

## Morfología
Tienen la boca en forma de tubo, ensanchando algo la cabeza y el cuerpo, que conforman una horizontal, rematada por una distintiva aleta caudal, más grande y ovalada, de coloraciones diagnósticas. El cuerpo es color amarillo, con una raya horizontal de color azul que lo recorre, y se extienden también a la cabeza y el hocico.
• Los machos tienen una bolsa incubadora bajo el abdomen, y las hembras tienen ovopositor. 
• Los machos pueden alcanzar 14 cm de longitud total.

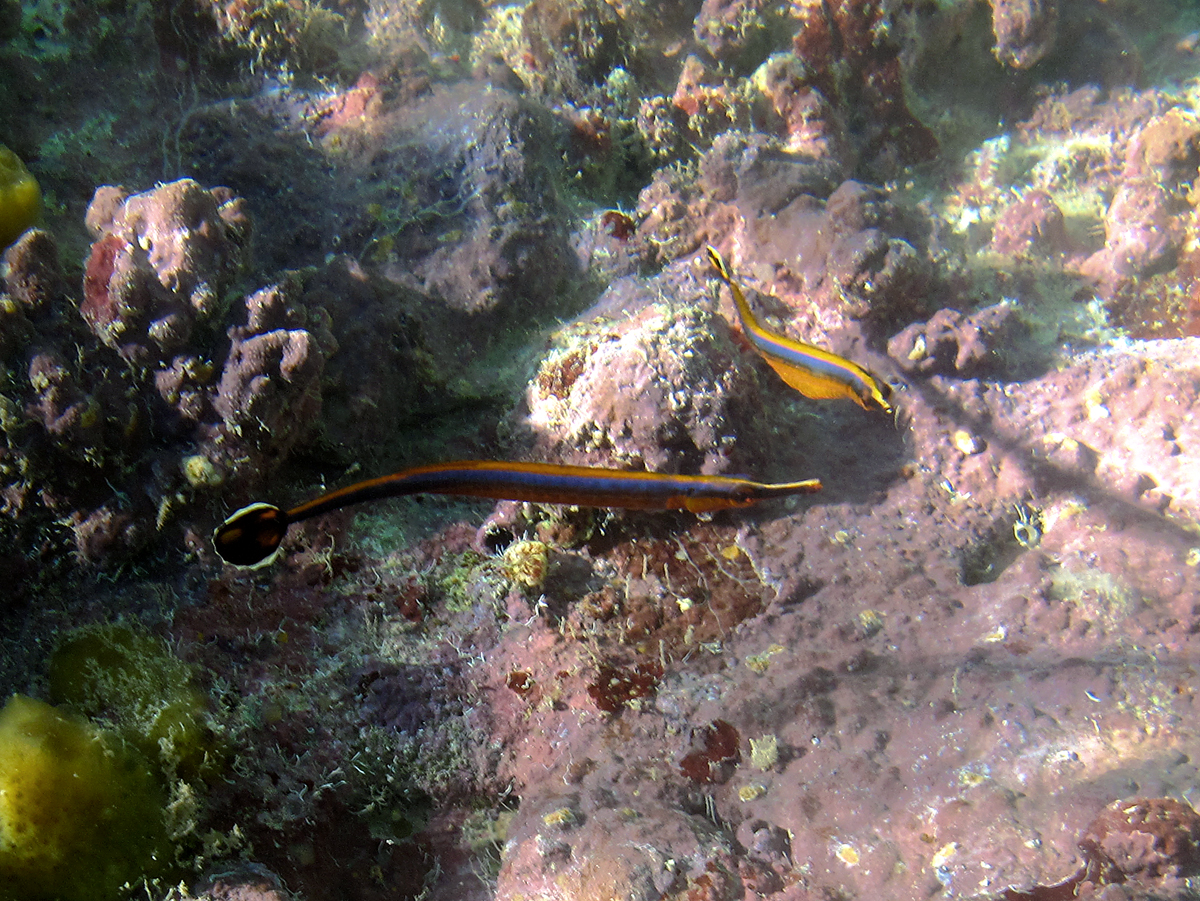
Doryrhamphus bicarinatus
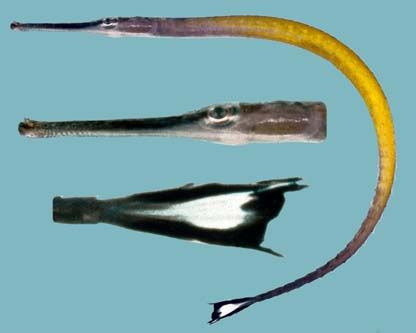
Doryrhamphus janssi
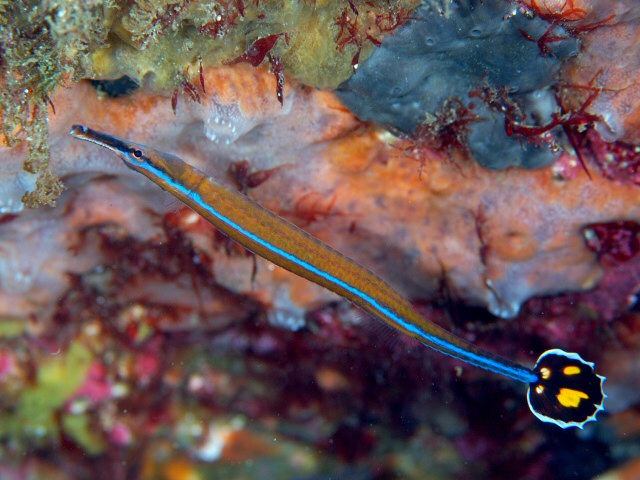
Doryrhamphus japonicus
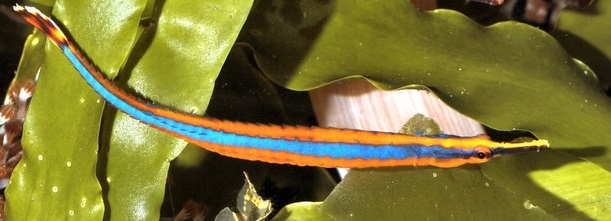
Doryrhamphus excisus

## Reproducción
Son ovovivíparos y el macho transporta los huevos en una bolsa ventral, la cual se encuentra debajo del abdomen. Tienen entre 30 y 200 huevos por camada, que están embebidos parcialmente en un trozo de piel, y, que el macho incuba hasta que eclosionan en individuos perfectamente formados, transparentes, de unos 30 mm, que permanecen por poco tiempo en estado pelágico. Cuando se asientan comienza a aparecer la coloración.

## Hábitat y comportamiento
Son peces de mar, de clima tropical, y asociados a los arrecifes de coral y aguas salobres. Comúnmente en lagunas protegidas, aunque también se les observa en cuevas y grietas. Viven en aguas superficiales, normalmente hasta los 10 metros, aunque su rango de profundidad se extiende hasta los 100 metros.
Son de nado independiente y evitan el substrato. Los adultos suelen ir en parejas, en ocasiones en agregaciones de numerosos individuos. Los pequeños frecuentan charcas rocosas y zonas intermareales. 

## Distribución geográfica
Se encuentran desde el Mar Rojo y el África Oriental, hasta el Pacífico central.

## Observaciones
Han sido criados en cautividad, y su mantenimiento es relativamente sencillo, si se escoge compañeros adecuados, y se les provee de algún refugio con rocas.